# Шидлово (гмина, Пильский повет)
Шидлово (пол. Szydłowo) — сельская гмина (волость) в Польше, входит как административная единица в Пилский повет, Великопольское воеводство. Население — 7612 человек (на 2006 год).

## Сельские округа
1. Добжица
2. Доляшево
3. Гондек
4. Ярачево
5. Клода
6. Котунь
7. Кремпско
8. Леженица
9. Леженица-Колёня
10. Нова-Лубянка
11. Новы-Двур
12. Покшивница
13. Ружа-Велька
14. Скшатуш
15. Стара-Лубянка
16. Шидлово
17. Тарново
18. Забродзе
19. Завада

## Прочие поселения
1. Цох-ПГР
2. Цык
3. Чаплино
4. Домброва-Колёня
5. Фурман
6. Кленсник
7. Колёня-Буш
8. Лесьны-Дворек
9. Плюты
10. Плытница
11. Ружа-Мала
12. Ружа-Велька-Колёня
13. Ружанка
14. Вильдек

## Соседние гмины
1. Гмина Ястрове
2. Гмина Краенка
3. Пила
4. Гмина Тарнувка
5. Гмина Тшчанка
6. Гмина Валч